# 斯維諾湖
斯維諾湖（白俄羅斯語：Свіно）是白俄羅斯的湖泊，位於斯特拉恰河流域，毗鄰與立陶宛接壤的邊境，由明斯克州負責管轄，長0.12公里、寬0.11公里，面積0.01平方公里，海拔高度171米，湖岸線長度280米，平均水深2.0米，最大水深3.6米。